# Jean Marie Chérestal
Jean-Marie Chérestal, né le 18 juin 1947 à Port-Salut, est un homme politique haïtien, membre du parti Fanmi Lavalas.
Plusieurs fois ministre dans les années 1990, il fut nommé Premier ministre le 20 mars 2001 par le président Jean-Bertrand Aristide. Il démissionna le 21 janvier 2002.

## Carrière politique
Après les élections législatives de 2000, le Fanmi Lavalas obtient la majorité. Réélu à la présidence, Jean-Bertrand Aristide charge son ancien ministre, Jean-Marie Chérestal, de former le nouveau gouvernement. Ce dernier doit faire face à une opposition constituée de ses anciens alliés. Son mandat est marqué par plusieurs assassinats politiques. Le pays plonge à nouveau dans une situation des plus confuses. Le trafic de drogue dépasse les records atteints sous la junte militaire. Quant à la classe moyenne, elle n'apprécie pas l'ancien «petit curé», lui reprochant son caractère imprévisible et son emprise sur les masses. À partir de 2001, des groupes sans constitution officielle s'attaquent aux partisans du gouvernement. Ces derniers réagissent de la même façon. La police s'attaque aux deux parties avec violence.
En 2003, l’opposition s’organise sous le nom de Groupe des 184. Avec l’appui des étudiants, et malgré la répression de ses partisans, Jean Bertrand Aristide finit par démissionner le 29 février 2004 sous la pression de militaires français et de marines américains, avant-garde d'une force internationale envoyée par l'ONU pour ramener l'ordre dans la capitale, la MINUSTAH. Peu après le départ d'Aristide, le président de la Cour de cassation d'Haïti, Boniface Alexandre, assure l'intérim en vertu de la Constitution. « Titid » — comme l'appellent les gens du pays — est accusé d'enrichissement personnel et de crimes politiques. Exilé en Afrique, Aristide finit par être accueilli par l'Afrique du Sud, où il se plaint que les militaires étrangers l'aient forcé à démissionner et à partir sur leur hélicoptère.